# David Boreanaz
David Paul Boreanaz (Buffalo, 16. svibnja, 1969.), američki je filmski i televizijski glumac.

## Raniji život
David Boreanaz rođen je u Buffalou, savezna država New York i odrastao je u Philadelphiji, savezna država Pennsylvania, gdje su njegov otac Dave Roberts (David Thomas Boreanaz) koji je meterolog s WPVI-TV i njegova majka, Patti Boreanaz radila kao putnički agent. Porijeklom je Talijan i prezime Boreanaz je izvorno sa sjevera Italije. On je katolik i njegova dva najpoznatija lika Angel i Seeley Booth su katolici. Boreanaz je polazio u srednju školu na Malvern Preparatory School u Malvernu, Pennsylvania, i otišao na fakultet na Ithaca College u Ithaci, New York. Nakon što je diplomirao preselio se u Hollywood u Kaliforniju.

## Karijera
Njegovo prvo glumačko iskustvo je bilo kada je gostovao u video spotu za hit Married... with Children, koji je bio Kelly-n dečko na motociklu. Dobio je ulogu u televizijskoj seriji "Buffy the Vampire Slayer", nakon što je poprskao producenta dok je šetao sa psom. U kultnoj seriji, glumi misterioznog Angela, vampira s dušom. Serija postiže golemi uspjeh i Boreanaz je započeo snimanje nove serije "Angel", koja liku daje šansu da se razvija i koncentrira na Angelovu borbu za iskupljenjem. Pojavljivao se u Buffy od 1997. do 1999., što ukazuje na početak glume u Angelu, koji se prikazuje sve do 2004. godine. Cijelo njegovo iskustvo u "Buffy & Angel", uključujući gostojuće iskustvo, Boreanaz se razlikuje po iskustvu u više epizoda od te 2 serije po značajnom kraju.
Boreanaz-ova prva značajna uloga je u horor filmu "Valentine" iz 2001. godine, pored Denise Richards i Katherine Heigl. 2003. godine pojavio se u video spotu pjevačice Dido "White Flag", te je dao glas za Squall Leonhart u videoigri "Kindom Hearts", međutim kasnije je zamijenjen za Douga Erholtza u "Kindom Hearts II". 
2005. godine Boreanaz započinje s Emily Deschanel snimanje televizijske serije "Kosti". Nedavno se pojavio u kanadskom filmu "Ove djevojke", tumačio je motorista, film je objavljen u Kanadi u ožujku 2006. godine, nakon premijere u "Toronto Film Festivalu" i "Vancouver Međunarodnom Film Festivalu". Njegova nadolazeća uloga je u filmovima "Mr. Fix it" i "Suffering Man's Charity". Šire se glasine da bi Boreanaz moga snimiti četvrti nastavak Jurskog Parka koji bi trebao izaći tijekom 2008. godine. Predviđa se da bi Boreanaz mogao dati glas za Hala Jordan-a u nadolazećom DC animiranom stripu "Justice League: The New Frontier".

## Privatni život
Boreanaz živi u Los Angelesu, Kalifornija. Bio je u braku s Ingrid Quinn od 7. lipnja 1997. do 1999. godine te se oženio glumicom i modelom Jaime Bergman 24. studenog 2001. godine. Oni imaju sina, Jaden Rayne Boreanaz, rođen 1. svibnja 2002. godine

## Filmografija
| Godina         | Naziv                            | Uloga                      | Bilješke          |
| -------------- | -------------------------------- | -------------------------- | ----------------- |
| 1997. do 2003. | Buffy, ubojica vampira           | Angel                      | TV serija         |
| 1999. do 2004. | Angel                            | Angel/Angelus              | TV serija         |
| 2001.          | Valentine                        | Adam Carr                  |                   |
| 2002.          | Buffy the Vampire Slayer         | Angel                      | Glas za videoigru |
| 2002.          | Kingdom Hearts                   | Leon                       | Glas za videoigru |
| 2002.          | I'm With Lucy                    | Luke                       |                   |
| 2005.          | The Crow: Wicked Prayer          | Luc Crash                  |                   |
| 2005. do 2017. | Kosti                            | Special Agent Seeley Booth | TV serija         |
| 2006.          | Ove djevojke                     | Keith Clark                | Ograničena objava |
| 2006.          | Mr. Fix It                       | Lance Valenteen            |                   |
| 2006.          | The Hard Easy                    | Roger Hargitay             |                   |
| 2007.          | Suffering Man's Charity          | Sebastian                  | U produkciji      |
| 2008.          | Our Lady of Victory              | Ed Rush                    |                   |
| 2008.          | Justice League: The New Frontier | Hal Jordan/Green Lantern   | Animirani film    |

## Vanjske poveznice
- David Boreanaz u internetskoj bazi filmova IMDb-u (engl.)